# Campeonato Africano de Atletismo de 2014 - Salto triplo feminino
A prova do salto triplo feminino do Campeonato Africano de Atletismo de 2014 foi disputada no dia 14 de agosto de 2014 no Estádio de Marrakech  em Marrakech, no Marrocos. Participaram da prova 10 atletas. 

## Recordes
Antes desta competição, os recordes mundiais e do campeonato nesta prova eram os seguintes:
|                       | Nome                   | Nacionalidade | Distância | Local      | Data                 |
| --------------------- | ---------------------- | ------------- | --------- | ---------- | -------------------- |
| Recorde mundial       | Inessa Kravets         | Ucrânia       | 15m 50cm  | Gotemburgo | 10 de agosto de 1995 |
| Recorde do campeonato | Françoise Mbango Etone | Camarões      | 14m 95cm  | Tunes      | 7 de agosto de 2002  |
| Recorde africano      | Françoise Mbango Etone | Camarões      | 15m 39cm  | Pequim     | 17 de agosto de 2008 |

## Medalhistas
| Ouro                          | Prata           | Bronze                 |
| Joelle Mbumi Nkouindjin (CMR) | Nadia Eke (GHA) | Blessing Ibrahim (NGR) |

## Cronograma
Todos os horários são locais (UTC+1).
| Data         | Hora  | Evento |
| ------------ | ----- | ------ |
| 14 de agosto | 17:50 | Final  |

## Resultado final
| Posição           | Atleta                  | Nacionalidade | #1     | #2    | #3     | #4     | #5     | #6     | Resultados | Notas |
| ----------------- | ----------------------- | ------------- | ------ | ----- | ------ | ------ | ------ | ------ | ---------- | ----- |
| Medalha de ouro   | Joelle Mbumi Nkouindjin | Camarões      | 12.83  | 13.69 | 12.98w | 14.02  | 13.73  | x      | 14.02      |       |
| Medalha de prata  | Nadia Eke               | Gana          | 12.99  | 13.28 | 13.40w | x      | 13.18  | x      | 13.40w     |       |
| Medalha de bronze | Blessing Ibrahim        | Nigéria       | 13.28  | 13.35 | 13.10  | 11.82  | 12.99  | 12.67  | 13.35      |       |
| 4                 | Linda Onana             | Camarões      | 12.94  | x     | 12.93w | 13.03  | 13.25  | 11.50w | 13.25      |       |
| 5                 | Mathilde Boateng        | Gana          | x      | x     | 12.87w | 13.19  | 13.23w | 13.15  | 13.23w     |       |
| 6                 | Jihad Bakhechi          | Marrocos      | 12.68  | 12.88 | x      | x      | 12.67  | 12.83  | 12.88      |       |
| 7                 | Jamaa Chnaik            | Marrocos      | 12.49  | 12.53 | 12.83  | 12.82w | 12.46  | x      | 12.83      |       |
| 8                 | Sokhna Safietou Kante   | Senegal       | 12.76w | 12.53 | 12.44  | 12.58  | 12.46  | 12.13  | 12.76w     |       |
| 9                 | Fatma Lahmedi           | Tunísia       | x      | 12.53 | 12.25  |        |        |        | 12.53      |       |
| 10                | Mariam Issifou          | Benim         | 11.74  | 11.99 | x      |        |        |        | 11.99      |       |

Legenda
| Recorde mundial       | Recorde mundial (World record)               |                       | Recorde africano                      | Recorde africano (African) |                                           | Q | Classificado por posição (Qualified) |
| Recorde do campeonato | Recorde do campeonato (Championship record)  | Recorde da América    | Recorde da América (Americas)         | q                          | Classificado por melhor tempo (Qualified) |   |                                      |
| Melhor marca do ano   | Melhor marca do ano (World leading)          | Recorde asiático      | Recorde asiático (Asian)              | DNS                        | Não largou (Did not start)                |   |                                      |
| Recorde nacional      | Recorde nacional (National record)           | Recorde europeu       | Recorde europeu (European)            | DNF                        | Não terminou (Did not finish)             |   |                                      |
| Recorde pessoal       | Recorde pessoal do atleta (Personal best)    | Recorde da Oceania    | Recorde da Oceania (Oceania)          | DSQ / DQ                   | Desclassificado (Disqualified)            |   |                                      |
| Recorde da temporada  | Recorde da temporada do atleta (Season best) | Recorde sul-americano | Recorde sul-americano (South America) | NM                         | Sem marca (No mark)                       |   |                                      |